# Campeonato Uruguayo de Fútbol Femenino 2021
El Campeonato Uruguayo de Fútbol Femenino es el 25.° torneo de primera división del fútbol femenino uruguayo organizado por la AUF y defiende el título Nacional.
El torneo comenzó el 4 de septiembre y finalizó el 22 de mayo de 2022.

## Equipos participantes

### Ascensos y descensos
Un total de 10 equipos disputarán el campeonato, incluye 8 equipos de la temporada pasada, y 2 equipos ascendidos de la Segunda División Femenina.
| Club         | Ascendido como                |
| ------------ | ----------------------------- |
| Racing       | Campeón Segunda División 2020 |
| Club Náutico | Campeón Segunda División 2020 |

| Club                  | Descendido como              |
| --------------------- | ---------------------------- |
| San Jacinto-Rentistas | 4.º Lugar zona descenso 2020 |
| Progreso              | 5.º Lugar zona descenso 2020 |

### Datos de los equipos
| Club              | Ciudad      | Estadio            | Capacidad | Fundación                | Temporadas | Temp. Consecutivas | Títulos | Subtítulos | 2020 |
| ----------------- | ----------- | ------------------ | --------- | ------------------------ | ---------- | ------------------ | ------- | ---------- | ---- |
| Atenas            | San Carlos  | -                  | -         | 1 de mayo de 1928        | 1          | 1                  | —       | —          | 8º   |
| Danubio           | Montevideo  | -                  | -         | 1 de marzo de 1932       | 6          | 1                  | —       | —          | 6º   |
| Defensor Sporting | Montevideo  | -                  | -         | 15 de marzo de 1913      | 1          | 1                  | —       | —          | 5º   |
| Fénix             | Las Piedras | Monegal            | 6.000     | 7 de julio de 1916       | 10         | 7                  | —       | —          | 4º   |
| Liverpool         | Montevideo  | -                  | -         | 15 de febrero de 1915    | 7          | 3                  | —       | —          | 3º   |
| Nacional          | Montevideo  | Los Céspedes       | -         | 14 de mayo de 1899       | 19         | 11                 | 5       | 9          | 1º   |
| Náutico           | Montevideo  | Complejo Devoto    | -         | 31 de marzo de 1933      | (Debut)    | —                  | —       | —          |      |
| Peñarol           | Montevideo  | José Pedro Damiani | 12.000    | 28 de septiembre de 1891 | 6          | 4                  | 3       | 1          | 2º   |
| Racing            | Montevideo  | Complejo Racing    | -         | 6 de abril de 1919       | 9          | —                  | —       | —          |      |
| River Plate       | Montevideo  | River Plate        | -         | 11 de mayo de 1932       | 16         | 8                  | 2       | 2          | 7º   |

1. 1 2  Considerando el historial de Canelones Femenino y de Fénix.

## Primera fase

### Posiciones
| Pos. | Equipo            | Pts. | PJ | G | E | P | GF | GC | Dif. |  |
| ---- | ----------------- | ---- | -- | - | - | - | -- | -- | ---- |  |
| 1    | Nacional          | 25   | 9  | 8 | 1 | 0 | 47 | 3  | +44  |  |
| 2    | Peñarol           | 25   | 9  | 8 | 1 | 0 | 36 | 3  | +33  |  |
| 3    | Defensor Sporting | 21   | 9  | 7 | 0 | 2 | 25 | 11 | +14  |  |
| 4    | Liverpool         | 16   | 9  | 5 | 1 | 3 | 12 | 18 | −6   |  |
| 5    | Atenas            | 13   | 9  | 4 | 1 | 4 | 18 | 15 | +3   |  |
| 6    | Club Náutico      | 13   | 9  | 4 | 1 | 4 | 12 | 21 | −9   |  |
| 7    | Fénix             | 7    | 9  | 2 | 1 | 6 | 7  | 19 | −12  |  |
| 8    | River Plate       | 6    | 9  | 2 | 0 | 7 | 9  | 22 | −13  |  |
| 9    | Danubio           | 5    | 9  | 1 | 2 | 6 | 8  | 32 | −24  |  |
| 10   | Racing            | 0    | 9  | 0 | 0 | 9 | 4  | 34 | −30  |  |

Actualizado a los partidos jugados el 19 de diciembre de 2021.
 Fuente: AUF
|  | Clasificado a la Ronda por el título      |
|  | Clasificado a la Ronda por la permanencia |

### Partidos
- Los horarios corresponden al huso horario de Uruguay: (UTC-3).

| Fénix             | 2:0  | Racing      | Charrúa | 4 de septiembre | 19:00 |
| Liverpool         | 1:1  | Danubio     | Charrúa | 5 de septiembre | 9:00  |
| Náutico           | 0:10 | Nacional    | Charrúa | 5 de septiembre | 11:30 |
| Peñarol           | 7:0  | River Plate | Charrúa | 5 de septiembre | 14:00 |
| Defensor Sporting | 2:1  | Atenas      | Charrúa | 5 de septiembre | 16:15 |

| Nacional    | 6:0  | Danubio           | Estadio Charrúa | 12 de septiembre | 9:00  |
| Peñarol     | 3:1  | Defensor Sporting | Estadio Charrúa | 12 de septiembre | 11:30 |
| Atenas      | 1:2  | Liverpool         | Estadio Charrúa | 12 de septiembre | 14:00 |
| River Plate | 0:2. | Fénix             | Estadio Charrúa | 12 de septiembre | 16:30 |
| Racing      | 0:3  | Náutico           | Estadio Charrúa | 12 de septiembre | 19:00 |

| Liverpool         | 3:2 | Racing      | Estadio Charrúa        | 2 de octubre | 20:00 |
| Nacional          | 2:2 | Peñarol     | Estadio Charrúa        | 3 de octubre | 11:00 |
| Atenas            | 2:0 | River Plate | Estadio Charrúa        | 3 de octubre | 15:00 |
| Danubio           | 2:2 | Fénix       | Jardines del Hipódromo | 3 de octubre | 15:00 |
| Defensor Sporting | 4:0 | Náutico     | Estadio Charrúa        | 3 de octubre | 20:00 |

| Náutico   | 0:3 | Peñarol           | Campeón del Siglo      | 9 de octubre  | 16:00 |
| Fénix     | 0:4 | Nacional          | Parque Capurro         | 10 de octubre | 9:00  |
| Liverpool | 2:0 | River Plate       | Belvedere              | 10 de octubre | 15:30 |
| Racing    | 1:3 | Atenas            | Parque Roberto         | 10 de octubre | 16:00 |
| Danubio   | 0:2 | Defensor Sporting | Jardines del Hipódromo | 10 de octubre | 16:30 |

| Fénix       | 0:3 | Defensor Sporting | Parque Capurro | 17 de octubre | 10:00 |
| Peñarol     | 3:0 | Atenas            | Charrúa        | 17 de octubre | 10:30 |
| Racing      | 2:0 | Danubio           | Charrúa        | 17 de octubre | 15:30 |
| Náutico     | 0:2 | Liverpool         | Charrúa        | 17 de octubre | 18:00 |
| River Plate | 0:5 | Nacional          | Charrúa        | 17 de octubre | 21:00 |

| Racing            | 0:8 | Nacional    | Parque Roberto         | 24 de octubre   | 16:00 |
| Defensor Sporting | 1:0 | River Plate | Charrúa                | 31 de octubre   | 11:15 |
| Atenas            | 3:1 | Fénix       | Ateniense              | 31 de octubre   | 16:00 |
| Liverpool         | 0:4 | Peñarol     | Charrúa                | 31 de octubre   | 21:15 |
| Danubio           | 0:4 | Nautico     | Jardines del Hipódromo | 14 de noviembre | 15:30 |

| Atenas      | 1:1 | Náutico           | Ateniense        | 20 de noviembre | 15:00 |
| Fénix       | 0:1 | Liverpool         | Parque Capurro   | 20 de noviembre | 16:00 |
| River Plate | 5:0 | Racing            | Charrúa          | 21 de noviembre | 10:00 |
| Peñarol     | 7:0 | Danubio           | Charrúa          | 21 de noviembre | 16:00 |
| Nacional    | 6:0 | Defensor Sporting | Martínez Monegal | 2 de diciembre  | 20:30 |

| Racing      | 0:3 | Peñarol           | Charrúa            | 4 de diciembre | 21:30 |
| Atenas      | 0:3 | Nacional          | Ateniense          | 5 de diciembre | 17:00 |
| Náutico     | 2:0 | Fénix             | Complejo Rentistas | 5 de diciembre | 17:00 |
| River Plate | 3:1 | Danubio           | Parque Saroldi     | 5 de diciembre | 17:00 |
| Liverpool   | 0:7 | Defensor Sporting | Charrúa            | 8 de diciembre | 20:00 |

| Peñarol           | 4:0 | Fénix       | Campeón del Siglo  | 11 de diciembre | 17:00 |
| Defensor Sporting | 5:1 | Racing      | Luis Franzini      | 12 de diciembre | 10:00 |
| Liverpool         | 1:3 | Nacional    | Charrúa            | 15 de diciembre | 21:30 |
| Atenas            | 7:2 | Danubio     | Charrúa            | 19 de diciembre | 9:00  |
| Náutico           | 2:1 | River Plate | Complejo Rentistas | 19 de diciembre | 9:00  |

## Ronda título
| Pos. | Equipo            | Pts. | PJ | G | E | P | GF | GC | Dif. |  |
| ---- | ----------------- | ---- | -- | - | - | - | -- | -- | ---- |  |
| 1    | Defensor Sporting | 10   | 4  | 3 | 1 | 0 | 13 | 3  | +10  |  |
| 2    | Nacional          | 9    | 4  | 3 | 0 | 1 | 13 | 3  | +10  |  |
| 3    | Peñarol           | 7    | 4  | 2 | 1 | 1 | 7  | 3  | +4   |  |
| 4    | Atenas            | 1    | 4  | 0 | 1 | 3 | 2  | 9  | −7   |  |
| 5    | Liverpool         | 1    | 4  | 0 | 1 | 3 | 1  | 18 | −17  |  |

Actualizado a los partidos jugados el 15 de mayo de 2022.
 Fuente: AUF
|  | Campeón |

### Partidos
- Los horarios corresponden al huso horario de Uruguay: (UTC-3).

| Defensor Sporting | 1:1 | Peñarol | Luis Franzini | 27 de febrero | 16:00 |
| Liverpool         | 1:1 | Atenas  | Belvedere     | 27 de febrero | 16:00 |
| Libre: Nacional   |     |         |               |               |       |

| Nacional       | 5:0 | Liverpool         | Parque Palermo | 6 de marzo | 10:30 |
| Atenas         | 1:2 | Defensor Sporting | Estadio Atenas | 6 de marzo | 16:00 |
| Libre: Peñarol |     |                   |                |            |       |

| Defensor Sporting | 8:0 | Liverpool | Parque Palermo | 8 de mayo | 15:00 |
| Peñarol           | 1:2 | Nacional  | Suppici        | 8 de mayo | 15:30 |
| Libre: Atenas     |     |           |                |           |       |

| Peñarol               | 1 - 0 | Atenas   | Parque Palermo | 14 de mayo | 20:30 |
| Defensor Sporting (C) | 2 - 1 | Nacional | Luis Franzini  | 15 de mayo | 15:00 |
| Libre: Liverpool      |       |          |                |            |       |

| Atenas                   | 0 - 5 | Nacional  | Parque Palermo | 21 de mayo | 20:30 |
| Peñarol                  | 4 - 0 | Liverpool | Parque Palermo | 22 de mayo | 10:00 |
| Libre: Defensor Sporting |       |           |                |            |       |

| Uruguay                                             |
| Campeón Uruguayo 2021 Defensor Sporting 1.er título |

## Fase permanencia
| Pos. | Equipo       | Pts. | PJ | G | E | P | GF | GC | Dif. |  |
| ---- | ------------ | ---- | -- | - | - | - | -- | -- | ---- |  |
| 1    | Fénix        | 9    | 4  | 3 | 0 | 1 | 4  | 1  | +3   |  |
| 2    | Club Náutico | 9    | 4  | 3 | 0 | 1 | 8  | 2  | +6   |  |
| 3    | Danubio      | 6    | 4  | 2 | 0 | 2 | 4  | 4  | 0    |  |
| 4    | River Plate  | 6    | 4  | 2 | 0 | 2 | 3  | 4  | −1   |  |
| 5    | Racing       | 0    | 4  | 0 | 0 | 4 | 3  | 11 | −8   |  |

Actualizado a los partidos jugados el 8 de mayo de 2022.
 Fuente: AUF
|  | Desempate |
|  | Descenso  |

### Partidos
- Los horarios corresponden al huso horario de Uruguay: (UTC-3).

| Fénix               | 1:0 | River Plate | Parque Capurro | 27 de febrero | 10:30 |
| Racing              | 2:3 | Danubio     | Parque Palermo | 27 de febrero | 19:00 |
| Libre: Club Náutico |     |             |                |               |       |

| River Plate    | 2:1 | Racing       | Parque Ancap   | 5 de marzo  | 16:00 |
| Fénix          | 2:0 | Club Náutico | Parque Capurro | 13 de marzo | 16:30 |
| Libre: Danubio |     |              |                |             |       |

| Racing             | 0:1 | Fénix   | Charrúa | 24 de abril | 10:30 |
| Club Náutico       | 1:0 | Danubio | Charrúa | 24 de abril | 20:30 |
| Libre: River Plate |     |         |         |             |       |

| Club Náutico | 5:0 | Racing      | Charrúa | 30 de abril | 18:00 |
| Danubio      | 0:1 | River Plate | Charrúa | 30 de abril | 20:30 |
| Libre: Fénix |     |             |         |             |       |

| River Plate  | 0 - 2 | Náutico | Monumental Luis Troccoli | 8 de mayo | 15ː00 |
| Danubio      | 1 - 0 | Feníx   | Parque Palermo           | 8 de mayo | 20ː00 |
| Libre:Racing |       |         |                          |           |       |

### Desempate por el descenso
| 15 de mayo de 2022 | Danubio                             | 2:3 (1:0) | River Plate                                                       | Parque Palermo, Montevideo |  |
| 8:45               | Cinthya Romero 8' · Paula Silva 85' | Reporte   | Romina Herrera 46' · Génesis Carrasco 62' · Camila Forestiero 75' |                            |  |

## Goleadoras
| Jugador           | Club              | Goles |
| ----------------- | ----------------- | ----- |
| Esperanza Pizarro | Nacional          | 17    |
| Belén Aquino      | Peñarol           | 10    |
| Juliana Castro    | Defensor Sporting | 7     |
| María Oxandabarat | Defensor Sporting | 7     |
| Yamila Badell     | Nacional          | 7     |
| Lourdes Viana     | Peñarol           | 6     |
| Jemina Rolfo      | Peñarol           | 5     |